# アリツカゲラ

アリツカゲラ（蟻塚啄木鳥　学名：Colaptes campestris）は、鳥綱キツツキ目キツツキ科に分類される鳥類。

## 分布
ブラジル、スリナム、ボリビア、パラグアイ、ウルグアイ、アルゼンチン

## 形態
全長31センチメートル。体重150g。胴や腹部は淡く、背部は暗い褐色と白色の斑模様。首周りから頬までが鮮やかな黄色であり、喉下や頭頂部は黒色。眼周から嘴にかけてはクリーム色。嘴は黒い。尻は白く、尾は背部に順ずる。足は灰色。

## 生態
その名が表す様に蟻塚に巣を作ることで知られるが、それは周囲に繁殖可能な木が生えていない場合であり、通常は他のキツツキと同様、木のうろなどを利用して営巣する。また、木が生えていない場所では蟻塚の他にも土手などで営巣する。蟻塚には15センチメートルほどの穴を上部に開け、その中で抱卵、雛の育成をする。4-5個の卵を産み、抱卵は雌雄で行われる。群居性があり、小さな群れをつくって生活しており、繁殖時には小さなコロニーを作る。基本的には地上性であり、アリやシロアリを主食とする。